# 6 Bootis
e Bootis
Désignations
6 Bootis (en abrégé 6 Boo) est une étoile binaire de la constellation boréale du Bouvier. Elle est visible à l'œil nu avec une magnitude apparente combinée de 4,91. Elle porte également la désignation de Bayer de e Bootis, 6 Bootis étant sa désignation de Flamsteed. D'après la mesure de sa parallaxe annuelle par le satellite Hipparcos, le système est situé à approximativement ∼ 400 a.l. (∼ 123 pc) de la Terre. Il se rapproche du Système solaire à une vitesse radiale héliocentrique de −4 km/s.
6 Bootis est une étoile binaire spectroscopique à raies simples qui boucle une orbite avec une période de 2,85 ans et une excentricité de 0,36. Sa composante visible est une géante rouge de type spectral K4 III. L'étoile est 282 fois plus lumineuse que le Soleil et sa température de surface est de 4 050 K. Son compagnon est probablement une naine rouge de faible masse qui est autour de la classe M8 V.